# Чемпіонська Серія 2018
11-й Чемпіонат ФАСУ з автослалому - Чемпіонська Серія

## Календар сезону
1 етап - "Станіславська весна 2018" 12 травня, м. Івано-Франківськ

2 етап - "Файне місто" 3 червня, м. Тернопіль

3 етап - "Коломия 2018" 18 серпня, м. Коломия

4 етап - "Кубок Лева" 23 вересня, м. Львів

5 етап - "Слалом IF" 27 жовтня, м. Івано-Франківськ

### Турнірна Таблиця. Клас машин з переднім приводом (FWD)
| Поз | Пілот               | Івано-Франківськ | Тернопіль | Коломия | Львів | Івано-Франківськ | Очки |
| --- | ------------------- | ---------------- | --------- | ------- | ----- | ---------------- | ---- |
| 1   | Нехай Ілля          | 13               | 13        | 13      | НБУ   | 14               | 53   |
| 2   | Євдокімов Максим    | 16               | 16        | 16      | НБУ   | НБУ              | 48   |
| 3   | Ляшенко Михайло     | 9                | 11        | 11      | НБУ   | 13               | 44   |
| 4   | Ковалик Назар       | НБУ              | 2         | НБУ     | 16    | НБУ              | 18   |
| 5   | Матюшин Олег        | НБУ              | НБУ       | НБУ     | НБУ   | 13               | 13   |
| 6   | Висоцький Володимир | 11               | НБУ       | НБУ     | НБУ   | НБУ              | 11   |

### Турнірна Таблиця. Клас машин із заднім приводом (RWD)
| Поз | Пілот                | Івано-Франківськ | Тернопіль | Коломия | Львів | Івано-Франківськ | Очки |
| --- | -------------------- | ---------------- | --------- | ------- | ----- | ---------------- | ---- |
| 1   | Виговський Олексій   | 16               | 14        | 13      | 14    | 14               | 71   |
| 2   | Клименко Маркіян     | 13               | 15        | 6       | 15    | 15               | 64   |
| 3   | Онофрійчук Олександр | 8                | 11        | 13      | 10    | 8                | 50   |
| 4   | Доманов Віталій      | НБУ              | НБУ       | НБУ     | 10    | 11               | 21   |
| 5   | Михайло Капітула     | 11               | НБУ       | НБУ     | НБУ   | НБУ              | 11   |
| 6   | Сім`янів Андрій      | 8                | НБУ       | НБУ     | НБУ   | НБУ              | 8    |
| 7   | Василькевич Павло    | НБУ              | НБУ       | НБУ     | НБУ   | 8                | 8    |
| 8   | Сердюк Артем         | 5                | НБУ       | НБУ     | НБУ   | НБУ              | 5    |

### Турнірна Таблиця. Любительський залік (AMATEUR) НЕ ВІДБУВСЯ
| Поз | Пілот          | Івано-Франківськ | Тернопіль | Коломия | Львів | Івано-Франківськ | Очки |
| --- | -------------- | ---------------- | --------- | ------- | ----- | ---------------- | ---- |
| 1   | Верхоляк Роман | 16               | 13        | 16      | 15    | 16               | 76   |